# Klooster Lluc

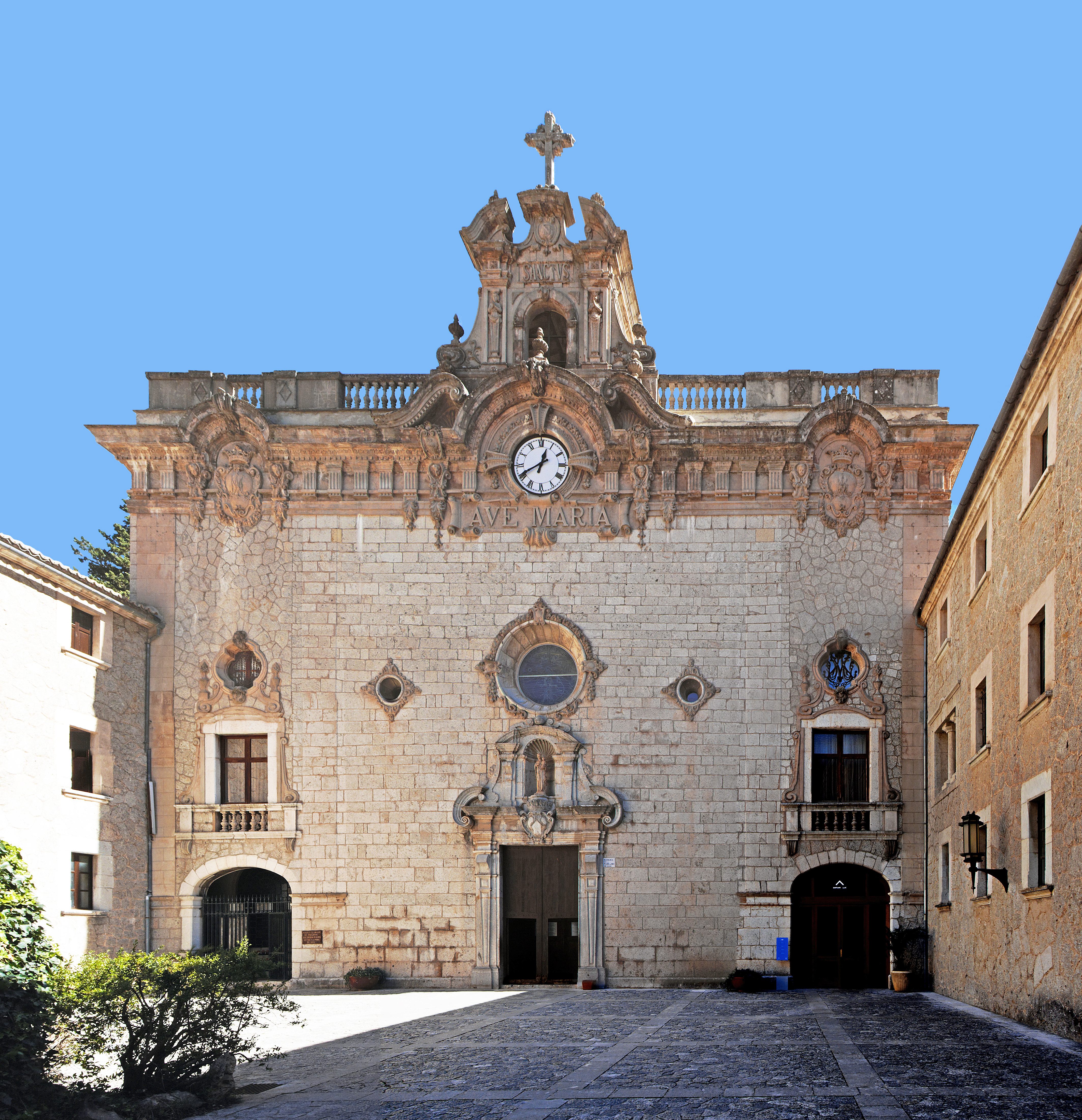
Lluc

Klooster Lluc is een klooster en bedevaartsoord gelegen in de gemeente Escorca op het Spaanse eiland Mallorca.
In het klooster wordt een zwarte madonna bewaard die volgens de legende door de jonge herder Lluc in 1229 in een bosje gevonden is en waarschijnlijk uit de 9e eeuw dateert.